# Fernando Namora
Fernando Namora (15 avril 1919 - 31 janvier 1989), de son nom complet Fernando Gonçalves Namora, est un écrivain portugais. Il est diplômé de médecine (1942) par l'Université de Coimbra.

## Œuvres

### Romans
- Fogo na Noite Escura (1943)
- Casa da Malta (1945)
- As Minas de S. Francisco (1946)
- Retalhos da Vida de um Médico (1949 et 1963)

```
         Publié en français sous le titre Carnet d'un médecin de campagne, Nouvelles Editions Latines.
```

- A Noite e a Madrugada (1950)
- O Trigo e o Joio (1954), adapté au cinéma par Manuel Guimarães (1965)

```
         Publié en français sous le titre Le Bon grain et l'ivraie, Paris, Librairie Plon.
```

- O Homem Disfarçado (1957)
- Cidade Solitária (1959)
- Domingo à Tarde (1961), Prix José Lins do Rego, adapté au cinéma par António de Macedo (1966)
- Os Clandestinos  (1972)
- Rio Triste (1982)

Publié en français sous le titre Fleuve Triste, Editions de La Différence.

### Poésie
- Relevos (1938)
- Mar de Sargaços (1940)
- Marketing (1969)

### Autres
- Diálogo em Setembro (1966)
- Um Sino na Montanha (1970)
- Os Adoradores do Sol (1972)
- Estamos no Vento (1974)
- A Nave de Pedra (1975)
- Cavalgada Cinzenta (1977)
- Sentados na Relva (1986).